# Blitum petiolare
Blitum petiolare es una especie de planta herbácea perteneciente a la familia Amaranthaceae. 

## Descripción
Es una planta anual, erecta o más o menos tendida, de unos 20–40 cm de longitud, ramificada desde la base. Las hojas inferiores son claramente pecioladas. Desarrolla una inflorescencia espiciforme, formando glomérulos axilares globosos. Las flores son hermafroditas o femeninas. Los tépalos están soldados en su mitad inferior, suelen ser verdes y secos, aunque se hacen rojos y carnosos en la fructificación.

## Hábitat
Es nativa de la región del Mediterráneo occidental y en España en Castellón y Lérida donde crece en grutas, entradas de cuevas y zonas donde suele reposar el ganado.  

## Taxonomía
Blitum petiolare fue descrita por Heinrich Friedrich Link y publicada en Enumeratio Plantarum Horti Regii Berolinensis Altera 1: 8, en 1821.

#### Etimología
Véase: Blitum
petiolare: epíteto latino que significa "con pecíolos".